# Карлус-Барбоза
Карлус-Барбоза (порт. Carlos Barbosa) — муниципалитет в Бразилии, входит в штат Риу-Гранди-ду-Сул. Составная часть мезорегиона Северо-восток штата Риу-Гранди-ду-Сул. Входит в экономико-статистический микрорегион Кашиас-ду-Сул. Население составляет 23 609 человек на 2006 год. Занимает площадь 229,906 км². Плотность населения — 102,7 чел./км².

## История
Город основан 25 сентября 1959 года. В городе выступает МФК «Карлус-Барбоза» — один из лучших мини-футбольных клубов Бразилии.

## Статистика
- Валовой внутренний продукт на 2003 составляет 497.449.234,00 реалов (данные: Бразильский институт географии и статистики).
- Валовой внутренний продукт на душу населения на 2003 составляет 22.415,70 реалов (данные: Бразильский институт географии и статистики).
- Индекс развития человеческого потенциала на 2000 составляет 0,858 (данные: Программа развития ООН).

## География
Климат местности: субтропический. В соответствии с классификацией Кёппена, климат относится к категории Cfa.